# 2001년 10월
| 2001년: 1월 · 2월 · 3월 · 4월 · 5월 · 6월 · 7월 · 8월 · 9월 · 10월 · 11월 · 12월 |

| <          | 2001년 10월 | 2001년 10월 | 2001년 10월 | 2001년 10월 | 2001년 10월 | >          |
| 일         | 월          | 화          | 수          | 목          | 금          | 토         |
|            | 1 8.15 정유 | 2 16 무술   | 3 17 기해   | 4 18 경자   | 5 19 신축   | 6 20 임인  |
| 7 21 계묘  | 8 22 갑진   | 9 23 을사   | 10 24 병오  | 11 25 정미  | 12 26 무신  | 13 27 기유 |
| 14 28 경술 | 15 29 신해  | 16 30 임자  | 17 9.1 계축 | 18 2 갑인   | 19 3 을묘   | 20 4 병진  |
| 21 5 정사  | 22 6 무오   | 23 7 기미   | 24 8 경신   | 25 9 신유   | 26 10 임술  | 27 11 계해 |
| 28 12 갑자 | 29 13 을축  | 30 14 병인  | 31 15 정묘  |             |             |            |

| 편집하기 |

## 2001년10월 25일
- 마이크로소프트에서 윈도우 XP가 출시되다.

## 2001년10월 15일
- 대한민국 김대중 대통령과 일본 고이즈미 준이치로 총리가 청와대에서 정상회담을 열다.
- 미국항공우주국의 갈릴레오 호가 목성 위성인 이오와 180km 지점을 통과하다.

## 2001년10월 12일
- 이용호 게이트 특감 조사 결과 발표. 법무장관과 검찰총장 구속.

## 2001년10월 10일
- 전국교직원노동조합, 성과급제 등에 반발 2만여 명 집단 조퇴·집회 강행.

## 2001년10월 5일
- 미국에서 탄저병 감염으로 첫 사망자 발생.

## 2001년10월 4일
- 대한민국과 조선민주주의인민공화국, 금강산여관에서 금강산 관광 활성화를 위한 남북 당국간 회담 개최.

## 2001년10월 3일
- 대한민국, 국제민간항공기구 이사국에 선출.